# Ito Yutaka
Yutaka Ito (sinh ngày 23 tháng 4 năm 1978) là một cầu thủ bóng đá người Nhật Bản.

## Sự nghiệp câu lạc bộ
Yutaka Ito đã từng chơi cho Ventforet Kofu.